# Alfred Baumann (Politiker, 1895)

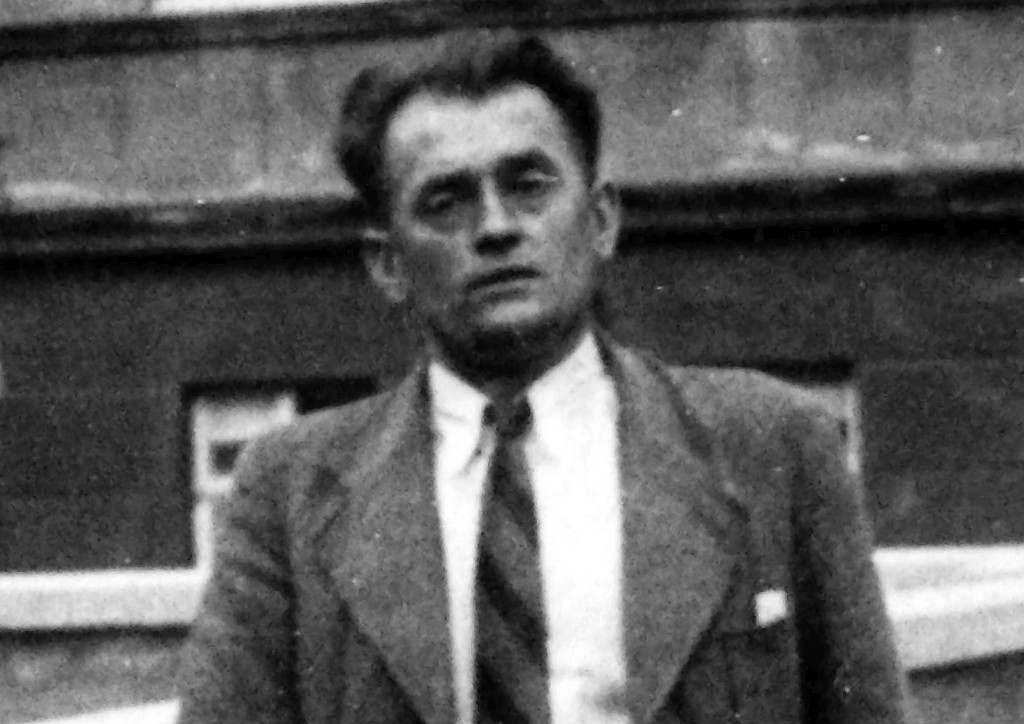
Alfred Baumann

Friedrich Alfred Baumann (* 18. Oktober 1895 in Lützen; † 12. Februar 1961 ebenda) war ein deutscher Politiker, Redakteur, Kolumnist und Widerstandskämpfer gegen den Nationalsozialismus.
Ab 1913 in der SPD organisiert, wechselte er 1919 zur USPD und schloss sich schließlich 1921 der KPD an. Alfred Baumann übte wichtige Funktionen in der sozialistischen Jugendbewegung, der Partei und der Gewerkschaft aus.
Bis 1933 arbeitete er unter anderem als Hauptkassierer der KPD, Unterbezirksleiter im Gebiet Merseburg-Querfurt und als Fraktionsführer der Gemeindevertretung der KPD in der Stadt Lützen. Er war dort außerdem verantwortlicher Redakteur der Ortszeitung der KPD „Roter Beobachter“, die bis Mitte 1933 erschien. Als Verfechter der Arbeiterbewegung wurde er durch die Justiz des Nazi-Regimes verfolgt und saß im Gefängnis und KZ ein. Nach der Befreiung vom Nationalsozialismus 1945, widmete er sich dem Aufbau demokratischer Verwaltungsorgane, übernahm leitende Funktionen beim wirtschaftlichen Aufbau und hatte aktiven Anteil an der Vereinigung der Parteien KPD und SPD zur SED.
Bis zu seinem Tode war er Mitglied der Bezirks- und Kreiskommission sowie Ortsleitung der SED in der Stadt Lützen.

## Familie
Alfred Baumann war Sohn des Landarbeiters Karl Friedrich Baumann (* 1863; † 1896) und Friederike Baumann, geb. Thieme (* 1863; † unbekannt).
Am 22. Mai 1920 heiratete er Ottilie Just. Aus dieser Ehe gingen die Söhne Ernst Baumann, Hans Baumann, sowie die Tochter Sonja Baumann hervor.

## Beruflicher Werdegang

### Schule, Lehre, Beruf bis 1933
Alfred Baumann ging von 1903 bis 1910 zur Volksschule in Lützen und begann 1910 eine Lehre zum Bau-, Möbel- und Sargtischler bei Tischlermeister Franz Voigt in Lützen, die er 1913 erfolgreich abschloss. Bis zu seinem Einzug zum Militär 1915, übte er den Beruf bei der Kunsttischlerei Artur Hubert in Leipzig aus.
1915 wurde er zum Militär, in die 2. Radfahrkompanie, Jägerbataillon 4 eingezogen. Bei Ausbruch der Novemberrevolution verweigerte er den Dienst, sodass er 1918 ohne Beförderung aus dem Militär ausschied.
Zwischen 1918 und 1921 arbeitete er als Vertrauensmann in der Holzwerkstätte Bau 22. Aufgrund der Teilnahme an einem Generalstreik, der Niederschlagung des Kapp-Putsches, sowie Kämpfen um Leuna im Zuge der Märzkämpfe wurde er fristlos entlassen.
Nach seiner Entlassung 1921 arbeitet er als Ofenarbeiter im Schamottwerk Öbles Schlechtewitz und in der Zuckerfabrik Lützen. Es folgte wiederum die Entlassung wegen der Organisation eines Streikes.
1922 fand er Arbeit in seinem ursprünglichen Beruf bei der Möbeltischlerei Wilhelm Borsdorff in Merseburg. Aufgrund der Berufung durch die Bezirksleitung der KPD zum Verkaufsstellenleiter Konsum- und Spargenossenschaft Merseburg, kündigte er 1927 seine Arbeitsstelle. Im Zuge seiner genossenschaftlichen Tätigkeit wurde er 1929 in die Sowjetunion delegiert. Die Tätigkeit als Verkaufsstellenleiter führte er bis 1931 aus und kündigte seinerseits wegen Einschränkungen des Betriebs.

### Beruflicher Werdegang 1933–1945
Bis 1935 war Alfred Baumann arbeitslos. Zwischenzeitlich erfolgte eine zwangsweise Berufsumschulung bei der Segelfliegergruppe. Durch Annahme einer Notstandsarbeit in Lützen (Floßgrabenschlemmen), konnte er sich von der Zwangsarbeit befreien.
Am 5. März 1933 wurde Alfred Baumann – sowie zahlreiche Mitgenossen – wegen Übertretung des Gesetzes für Burgfrieden verhaftet und in das Gerichtsgefängnis Naumburg eingeliefert, wo er 4 Monate verbrachte. Anschließend wurde er für 6 Monate bis zu seiner Entlassung in das KZ Lichtenburg, Prettin verlegt.
Nach seiner Entlassung arbeitete er als Autobahnbauer, Kalkofenarbeiter und schließlich wieder als Tischler. Mit der Begründung, er sei unwürdig als Teilnehmer an den Märzkämpfen in diesem Betrieb zu arbeiten, wurde er 1936 entlassen. Es folgte ein 4-tägiges Verhör.
1936 bis 1945 arbeitete er in seiner alten Firma – Borsdorff in Merseburg. 1939 wurde er zum Wehrdienst eingezogen und 1940 aus der Wehrmacht entfernt. Zwischen 1943 und 1944 wurde er zwangsweise zur Verrichtung von Aufräumarbeiten in die Bombengebiete nach Duisburg und Nürnberg beordert.

### Zeit als Bürgermeister 1945–1950
1945 berief ihn die Bezirksleitung Halle der KPD zum Bürgermeister von Lützen und gleichzeitig zum Gebietsbürgermeister des Sowjetischen Kommandeurbereichs Lützen. Aufgrund eines anonymen politischen Anschlages trat er 1950 freiwillig von seinem Amt zurück. Während seiner Zeit als Bürgermeister, 1948–1949, absolvierte er außerdem ein Studium an der Deutschen Verwaltungsakademie Forst Zinna.

### Tätigkeit bei der Wismut AG 1950–1957
1950 folgte er auf eigenen Wunsch dem Aufruf „Funktionäre zur Wismut nach Aue“, wo er bis Ende 1950 zusammen mit seinem Sohn Ernst als Zimmerling für den Rollenbau im Schacht 158, Objekt 1 ehrenamtlich tätig war. Anschließend wurde er hauptamtlich zum 1. Sekretär des Schachtes 147, Objekt 1 berufen. Ab August 1951 übernahm er leitende Funktionen als Assistent des Direktors in der HO Wismut und anschließend als Hauptgeschäftsleiter Aue. 1951 wurde er zum Direktor des Objekts 90 in Gera berufen. Sein Amt musste er 1952 aufgrund eines durch eine Oxydgasvergiftung hervorgerufenen Herzschadens niederlegen.
Auf Beschluss der Zentralvorstandes der Industriegewerkschaft Wismut, nahm er in Karl-Marx-Stadt Aufgaben als Instrukteur, u. a. als stellv. Abteilungsleiter und 1. Referenten des Zentralvorstandes wahr. Außerdem arbeitete er auf gewerkschaftlicher, sowie politischer Ebene des Zentralvorstandes als Zirkelleiter im Parteilehrjahr, Gruppenorganisator und Abteilungs-Parteisekretär. Ab 1956 wirkte er als Oberinspektor im Hauptpersonalamt der Sowjetisch-Deutschen Generaldirektion. Diesen Posten gab er nach einem schweren Betriebsunfall auf.

## Politischer Werdegang

### Tätigkeiten bis zur Verhaftung 1933
Im November 1913 wurde Alfred Baumann Mitglied der Sozialdemokratischen Partei, Ortsgruppe Lützen und gleichzeitig Mitglied des Holzarbeiterverbandes, Zahlstelle Lützen. Ihm wurde die Leitung der sozialistischen Jugend im Arbeitsgebiet Lützen übertragen. Von 1919 bis Ende 1920 gehörte er der USPD an, trat am 1. Januar 1921 zur KPD über und war bis 5. März 1933 ehrenamtlich im Orts-, Kreis- und Bezirksmaßstab als leitender Funktionär tätig. Dort hatte er Funktionen als Hauptkassierer, Jugendleiter, Polleiter der Ortsgruppe Lützen, Arbeitsgebietsleiter, sowie Funktionär in der Kultur- und Sportbewegung inne.
Von 1929 bis 1933 war Alfred Baumann Fraktionsführer der Stadtverordnetenversammlung der KPD in Lützen. Von 1931 bis 1932 leitete er den Unterbezirk Merseburg-Querfurt und gab als verantwortlicher Redakteur die Ortszeitung „Roter Beobachter“ heraus, die bis Februar 1933 erschien. Zur Kommunalwahl am 5. März 1933 stellte er sich als Spitzenkandidat der Kreisliste auf. Vor Abschluss der Wahl wurde er verhaftet.

### Illegale Tätigkeiten bis 1945
Die illegalen Tätigkeiten Baumanns beginnen bereits während des Verbotes der KPD zwischen 1923 und 1924. Unter Leitung Bernhard Koenens führte die Partei illegal geheime Sitzungen und Schulungen am Rande der Stadt durch.
Von Dezember 1931 bis Februar 1933 erschien illegal die Ortszeitung „Roter Beobachter“. Deren Veröffentlichung konnte in der Weimarer Republik trotz Aufbietung aller Instanzen nicht verhindert werden. Nach der Verhaftung Baumanns 1933 konnten die Maschinen der Druckerei vor den Nazis in Sicherheit gebracht werden. Alfred Baumann wurde zusammen mit weiteren Genossen in die Polizeikaserne Merseburg eingeliefert und später in das KZ Lichtenburg in Prettin verlegt. Am 23. Dezember 1933 wurde er aus der Haft entlassen.
1936 nahm er illegal Kontakt zu ehemaligen Mitarbeitern des Kreises auf. Zusammen mit einem weiteren Genossen wurde Baumann 1943 zum Zwecke von Aufräumarbeiten in das Bombengebiet Duisburg geschickt. Nach der Zwangsverschickung nach Nürnberg 1944 bildete er zusammen mit ehemaligen Genossen eine neue Gruppe. Diese pflegte laufende Informationen untereinander und hielt Kontakt zu russischen Kriegsgefangenen, die die Gruppe während der Zwangsarbeiten kennenlernte.
Mit ehemaligen Genossen der KPD plante Baumann den Neuaufbau der Ortsgruppe der KPD Lützen. Am 1. Mai 1945 – Lützen befand sich unter amerikanischer Besatzung – führte er illegal in seiner Wohnung eine Maifeier durch, mit dem Ziel, erste Richtlinien für die Parteiarbeit zu erarbeiten. Mitte Mai wurde die erste Gebietskonferenz für Lützen durchgeführt. Dort wurde Alfred Baumann zum politischen Leiter gewählt. Nach Bekanntwerden der Parteiarbeit bei den Amerikanern konnte sich Baumann der Verhaftung entziehen und blieb bis zum Abzug der Amerikaner illegal im Untergrund. Mit Besetzung des Gebietes durch die Rote Armee übernahm Baumann die Führung der KPD und der Antifaschistischen Bewegung.

### Kommunale Tätigkeiten im Kreis Merseburg bis 1950
Mit Einzug der sowjetischen Behörden war Alfred Baumann als Referent und Organisator der Antifaschistischen Front tätig. Als Kreisleiter der KPD organisierte er den Kreisausschuss – die spätere Kreisverwaltung. Er wurde Mitglied der Kreis- und Bezirks-Bodenkommission und arbeitete im Auftrag des Regierungspräsidenten Otto Gotsche an der Bodenreform des Regierungsbezirks. In der Kreisverwaltung wurde er stellvertretender Vorsitzender des „Sozialausschusses“, Mitglied des „Kreisausschusses der Opfer des Faschismus“, örtlicher Vorsitzender der Volkssolidarität sowie Vorsitzender der von Baumann ins Leben gerufenen „Volksbühne und Volkshochschule“.

### Kommunale und politische Arbeit bei der Wismut AG
Während seiner Tätigkeit bei der Wismut AG im Objekt 1 war Baumann Mitglied der Objekt-Parteileitung, im Parteilehrjahr Zirkelleiter für KPdSU-Fortgeschrittene, Mitglied des Propagandisten-Aktivs, sowie ehrenamtlich Lektor für Geschichte am Bergseminar. Nach den Kommunalwahlen 1950 stellte er seine kommunalpolitischen Erfahrungen der Stadtverwaltung von Johanngeorgenstadt zur Verfügung. Bis zur Einberufung zur HO Wismut war er Vorsitzender des Hauptausschusses – verbunden mit dem Finanz-, Kontroll- und Beschwerdenausschuss.
Als Direktor der HGL Gera arbeitete er mit der Objekt-Partei und der Gewerkschaftsleitung Objekt 90 zusammen. Er betätigte sich weiterhin als Zirkelleiter und Lektor, leitete in Gera u. a. einen 6-wöchigen Externatslehrgang zur Vorbereitung des 3. Parteilehrjahres und arbeitete mit der sowjetischen Objektleitung zusammen. In Karl-Marx-Stadt arbeitete er mit der Kreisleitung und Gebiets-Parteileitung zusammen. Er hielt weiterhin ein 4-wöchiges Seminar zum 4. Parteilehrjahr 1954 in Karl-Marx-Stadt.

## Auszeichnungen

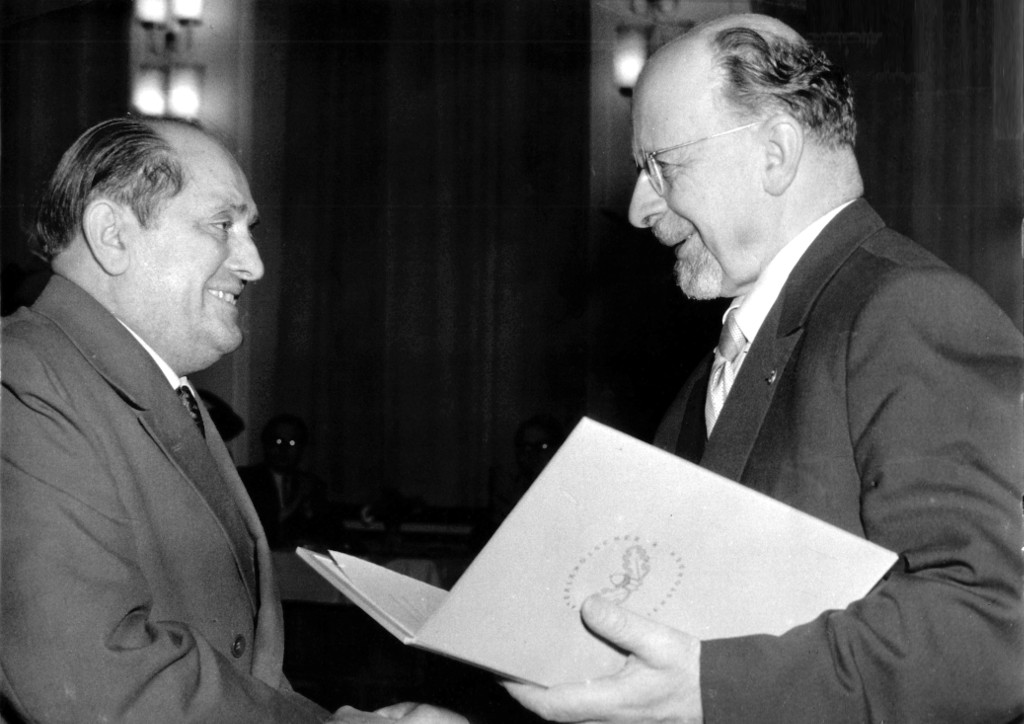
Alfred Baumann bei der Verleihung des "Vaterländischen Verdienstordens" in Silber

- 1960 Vaterländischer Verdienstorden in Silber
- Medaille für Kämpfer gegen den Faschismus 1933 bis 1945
- Medaille für die Teilnahme an den bewaffneten Kämpfen der deutschen Arbeiterklasse in den Jahren 1918 bis 1923
- Benennung der ortsansässigen Schule in Lützen in „POS Alfred Baumann“ (postum)

## Schriften / Kolumnen
- Novemberrevolution 1918 in Lützen (Weißenfelser Heimatbote)
- Der Neuaufbau in der Stadt Lützen nach dem Zusammenbruch des Hitlerregimes mit Hilfe der Sowjetunion (Weißenfelser Heimatbote)